# إنسينة
إنْسِينَة (الاسم العلمي: Ensina)، جنس حشرات من فصيلة ذبابية الفاكهة.